# 仪狄
仪狄（?—?），夏代人，传说为大禹时酒的发明者。
仪狄相传为夏禹之臣。善于酿酒，酒非常甜美，献给大禹，大禹喝了感觉味道非常好。大禹于是疏远仪狄，杜绝美酒，说后世必有因为饮酒而亡国之人。后来成为酿酒业所尊奉的行业神祗之一。仪狄是传说中著名的酿酒始祖，与杜康并称。后来也用仪狄来咏酒。